# Siliștea (Constanța)
Siliștea is een Roemeense gemeente in het district Constanța.
Siliștea telt 1422 inwoners.